# Granulosoma
Genre
Granulosoma est un genre d'opilions eupnois de la famille des Sclerosomatidae.

## Distribution
Les espèces de ce genre sont endémiques du Népal.

## Liste des espèces
Selon World Catalogue of Opiliones (17/05/2021) :
- Granulosoma dissimile Martens, 2018
- Granulosoma umidulum Martens, 1973

## Publication originale
- Martens, 1973 : « Opiliones aus dem Nepal-Himalaya. II. Phalangiidae und Sclerosomatidae (Arachnida). » Senckenbergiana biologica, vol. 54, p. 181–217.